# Ralf König
Ralf König, född 8 augusti 1960 i Soest i dåvarande Västtyskland, är en tysk serietecknare. Hans böcker har översatts till ett flertal språk. Han har tidigare bott i Soest, Dortmund och Berlin och är numera bosatt i Köln.

## Biografi
Efter avslutad grundskola gick König som lärling för att utbilda sig till snickare. 1979 kom han ut som öppet gay och det var ungefär vid den här tiden som han skapade sina första seriestrippar som publicerades i undergroundmagasinet Zomix och tidskriften Rosa Flieder.  Han återupptog sina studier mellan 1981 och 1986, då vid Kunstakademie Düsseldorf för att avlägga en examen i konst. Under 1981 publicerades även hans första samling av seriestrippar av förlaget Verlag rosa Winkel under namnet SchwulComix (GayComix). 1987 skrev han Skräckkondomen (Kondom des Grauens) som kom att bli hans första längre seriealbum med en sammanhängande berättelse. Skräckkondomen har senare filmatiserats.
I den tysktalande delen av världen har Königs serier en omfattande skara beundrare.  Bortsett inledande tvivel om huruvida hans verk skulle kunna slå igenom hos en bredare publik då hans serier så gott som alltid utspelar sig i homosexuella miljöer har hans serier rönt stor uppskattning även bland de genomsnittliga läsarna.  Några av hans verk har filmatiserats och ett flertal har översatts till många olika språk. 2008 hade han sålt totalt 5 miljoner exemplar.

## Verk
Königs berättelser är illustrerade på ett uttrycksfullt sätt. De är genomgående humoristiska utan att banalisera de ofta seriösa undertoner som präglar berättelserna med fokus på spänningen mellan sexuell frigjordhet och risken för att smittas av HIV. Hans verk har återkommande porträtterat vardagen i homosexuella mäns liv baserat på egna och vännernas erfarenheter.  Han har även skrivit en del berättelser om heterosexuellas liv (Den frigjorde mannen, Pretty Baby) och med religiösa teman där han kritiserar bokstavstrogen bibeltolkning (Prototyp och Archetyp) och muslimsk fundamentalism (Dschinn Dschinn) .

### Serier
- Sarius, 1981
- Das sensationelle Comic-Book, 1981
- SchwulComix (Gay Comics), 1981
- SchwulComix 2 (Gay Comics 2), 1984
- Macho Comix (Macho Comix), 1984
- SchwulComix 3 (Gay Comics 3), 1985
- SchwulComix 4 (Gay Comics 4), 1986
- Skräckkondomen, 1987
- Den frigjorde mannen, 1987
- Lysistrate, 1987
- Pretty Baby, 1988 (uppföljare till Den frigjorde mannen)
- Comics, Cartoons, Critzeleien, 1988
- Safere Zeiten, 1988
- Beach Boys, 1989
- Prall aus dem Leben, 1989
- Bis auf die Knochen, 1990 (uppföljare till Skräckkondomen)
- Heiße Herzen, 1990 (med Detlev Meyer)
- Citronrullar, 1990
- Schwulxx-Comix (Gay Comix), 1990 (med Walter Moers)
- Deutsche Tuntenpost, 1991
- Bullenklöten!, 1992
- ...und das mit links!, 1993
- Konrad und Paul, 1993
- Konrad und Paul 2, 1994
- Konrad und Paul 3, 1997
- Jago, 1998
- Superparadise, 1999 (efterföljare till Bullenklöten)
- Poppers! Rimming! Tittentrimm!, 2001
- Wie die Karnickel, 2002
- Sie dürfen sich jetzt küssen, 2003 (tredje delen av Bullenklöten)
- Suck my duck, 2004
- Roy und Al, 2004
- Dschinn Dschinn: Der Zauber des Schabbar, 2005
- Dschinn Dschinn 2: Schleierzwang im Sündenpfuhl, 2006
- Trojanische Hengste, 2006
- Hempels Sofa, 2007
- Stutenkerle, 2008
- Prototyp, 2008
- Archetyp, 2009
- Antityp, 2010
- Der Dicke König, 2011
- Elftausend Jungfrauen, 2012
- Maskrosdalen, ett extraordinärt äventyr med Lucky Luke, 2021 (på svenska 2023)

### Filmer
- Den åtråvärde mannen, 1994
- Kondom des Grauens, 1996 (manus av Ralf König)
- Wie die Karnickel, 2002 (manus av Ralf König)
- Lisístrata, Spanien 2002 (efter Lysistrata)

#### Översättningar
En del av Königs seriealbum har översatts till svenska.  Skräckkondomen, publicerades 1987, Den frigjorde mannen 1987, Lysistrate 1987, Pretty Baby 1988, Beach Boys 1989, Skräckkondomen II - Dödligt gummi 1990, Citronrullar 1990 och Jago 1998.

## Utmärkelser
- Joop Klepzeiker Prijs, 1988
- Best German comic creator, Grenoble, 1990
- Max-und-Moritz Prize, 1992
- Best International Comic Creator, Barcelona, 1992
- Bundesfilmpreis for the movie Der bewegte Mann, 1995
- Goldene Leinwand mit Stern for the movie Der bewegte Mann, 1995
- Goldener RIK, Köln, 2002
- Zivilcourage-Preis des Berliner CSD, Berlin, 2004
- Prix Alph’Art, Angoulême, 2005
- Premio miglior storia lunga, 2005
- Max-und-Moritz Prize, 2006
- Max-und-Moritz Prize, 2010